# Arma da softair

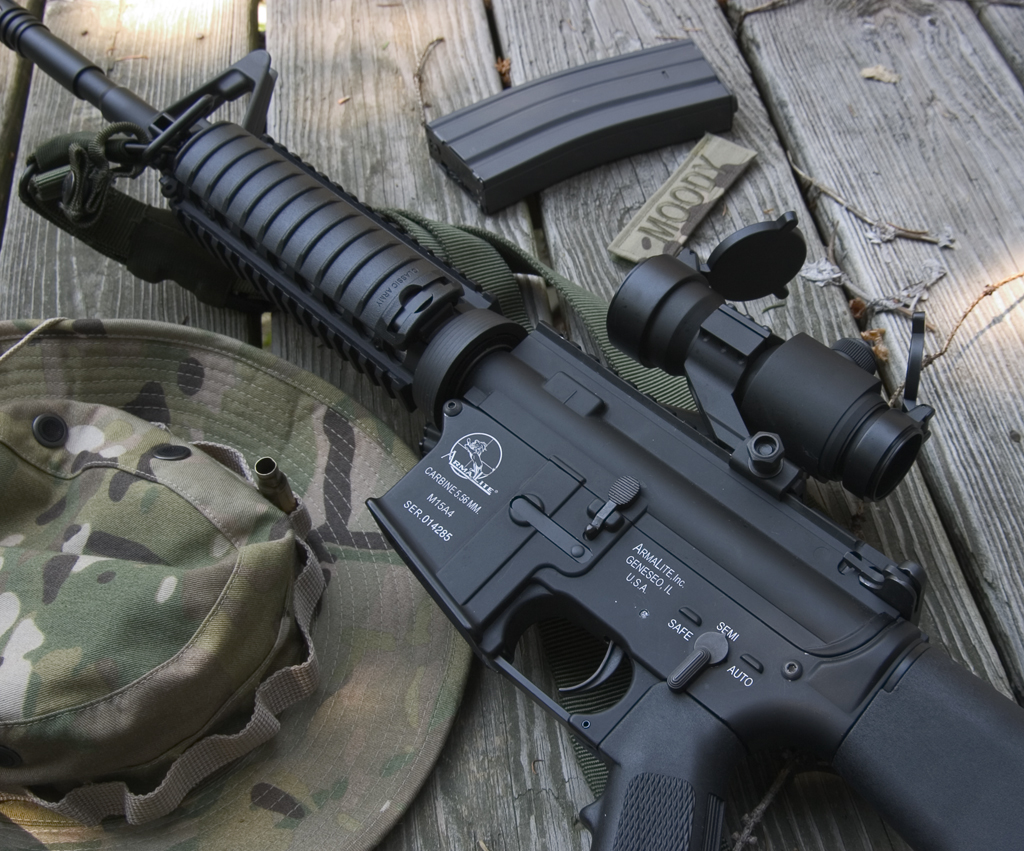
Un'ASG della "Classic Army" M15A4 AEG

Un'arma da softair, anche detta air soft gun (in acronimo ASG), è una replica di una vera arma da fuoco leggera.
In genere le ASG proiettano pallini sferici mediante la spinta impressa dalla compressione di un gas: aria, propano o anidride carbonica.
Le repliche ad aria compressa sono generalmente utilizzate nella pratica del Softair, un'attività ludico ricreativa simulativa denominata anche "disciplina del tiro tattico sportivo". Potenza massima 7,5 joule.

## Storia
Le prime ASG comparvero in Giappone negli anni ottanta del XX secolo per il mercato dei collezionisti di armi, poiché nel Paese la detenzione di armi da fuoco è vietata dalla fine della seconda guerra mondiale.

## Caratteristiche
Questi strumenti si basano sulla pressione dell'aria usata come propellente per i pallini. L'aria compressa può essere generata in vari modi e i pallini vengono introdotti tramite un caricatore analogo alle armi vere.
I proiettili di queste armi sono dei pallini, nella maggior parte della dimensione di 6 mm di diametro. Possono essere composti:
- da materiali plastici;
- da materiali inerti o biocompatibili;
- da materiali biodegradabili.

Vi sono esemplari che utilizzano pallini contenenti materiali atti ad appesantire il pallino stesso: i pesi normalmente vanno da 0,12 grammi a 0,45; le grammature più usate sono le 0,20 - 0,25. In base al peso, varia anche la precisione e la distanza di tiro. Infatti, più è pesante, più è preciso, ma diminuisce la portata (e viceversa).
La compressione del gas necessario per proiettare il pallino può derivare dall'azione meccanica, manuale o motorizzata, di un cilindro a molla. Essa può essere garantita anche da serbatoi di gas precompressi. Nel caso di A.S.G. motorizzate, si può parlare anche di Air Electric Gun (A.E.G.).
Tali repliche, a causa del loro aspetto ingannevole (del tutto uguale a quello delle armi vere) e della facilità di acquisto e di porto, sono a volte utilizzate in episodi criminosi, per compiere rapine ed intimidazioni, come talvolta riportato nelle cronache italiane. Infatti, poiché esse sono in grado di generare una moderata potenza il loro utilizzo improprio può recare gravi danni fisici alla persona e può avere, inoltre, risvolti molto onerosi di natura civile e penale, oltre al caso in cui tali "armi" vengano usate per offendere, o simulare armi da fuoco, nel compimento di atti criminali.
Oltre ai risvolti penali, l'uso irresponsabile e ludico delle repliche di armi, può provocare, anche indirettamente, incidenti di diversa gravità, finanche mortali.

### Hop-Up

Rotazione del proiettile ASG con il meccanismo "Hop-Up"

Nella stragrande maggioranza delle ASG è presente un particolare meccanismo all'interno della canna, precisamente a pochi millimetri dopo l'inizio della canna interna, che, attraverso un gommino sporgente posizionato in alto, imprime al pallino in uscita un movimento rotatorio. Questo fa sì che, per effetto giroscopico, la sua traiettoria diventi molto più stabile e, per effetto Magnus, la portata aumenti sensibilmente.

## Tipologie

### Repliche a Molla

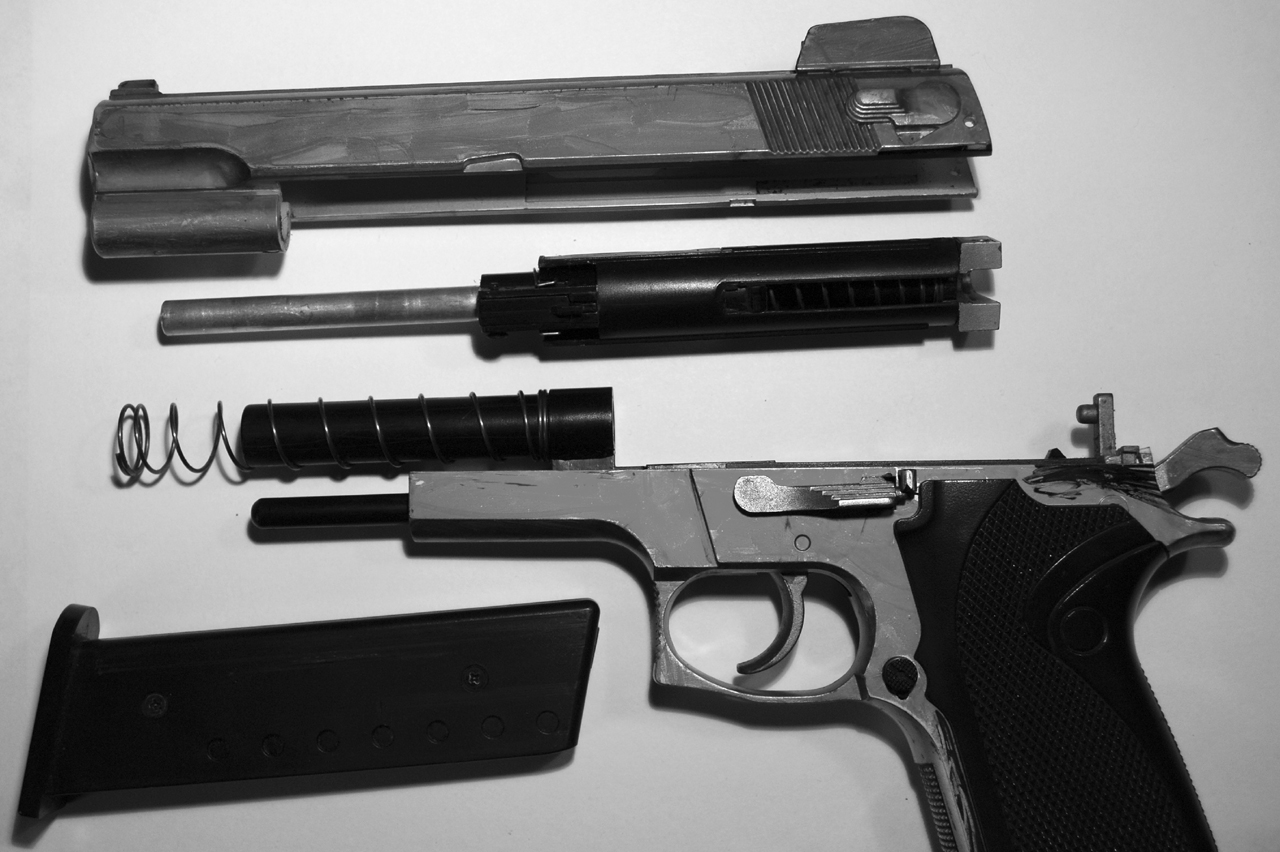
Una pistola a molla

Le repliche a molla sono le più economiche presenti nel mercato. Agendo sul carrello nel caso di pistole, o sulla leva di armamento nel caso di fucili, viene compressa una molla che è collegata a un piccolo pistone. La molla viene rilasciata al momento dello sparo, consentendo al pistone (generalmente in plastica) di creare una pressione nel cilindro che "soffia" via il pallino lungo la canna. Il caricamento deve essere ripetuto per ogni colpo che si intende sparare.
La maggior parte delle repliche a molla sono pistole giocattolo (NON da softair) o fucili da cecchino "Bolt-Action".

### AEG

Animazione di un gearbox di un fucile da Soft Air elettrico

Le AEG sono repliche in cui un motore elettrico fornisce la carica, assorbita tramite l'impiego di un accumulatore elettrico, generalmente collocato all'interno del fucile stesso. Questo attiva il pistone (il motore viene azionato tramite una pressione sul grilletto) e consente di ripetere il processo molto più velocemente e di avere armi automatiche o semi-automatiche.

### Armi a gas precompressi
Queste repliche, non più a molla, funzionano tramite un serbatoio di gas precompresso, che, una volta premuto il grilletto, fuoriesce a gran velocità dal serbatoio ed espelle il pallino; anche qui il processo è replicabile e quindi possono esistere armi "auto", "semi-auto" o a colpo singolo anche in questa categoria.
Spesso le repliche delle pistole con funzionamento a gas sono "scarrellanti", ovvero simulano fedelmente l'azione di arretramento del carrello che hanno le pistole reali.
Da qualche anno esistono repliche di fucili d'assalto che simulano il movimento dell'otturatore per ogni pallino sparato, le quali sono chiamate "Blow-back".

### Repliche in plastica trasparente
Esistono in commercio repliche di armi per softair costruite in plastica trasparente, spesso concepito per il mercato canadese: l'accorgimento serve per evitare pericolosi equivoci e incidenti.

### Full metal
Ci sono alcune repliche che hanno un corpo ed ingranaggi interamente in metallo, il quale li rende ancora più simili alle controparti vere, sia per estetica che nel peso.

## Disciplina normativa nel mondo
Nell'Unione europea le A.E.G. non sono soggette a marchiatura CE per "apparati elettrici di limitato voltaggio" in quanto esplicitamente escluse perché operanti in corrente continua e tensione nominale inferiore ai 75 V.
In Italia e negli altri stati dell'Unione europea le riproduzioni di armi da fuoco reali nonché fucili e pistole a gas compresso, non possono essere considerati giocattoli ai sensi della Direttiva 2009/48/CE del 18 giugno 2009. Alcuni comuni in Italia hanno vietato lo svolgimento di partite sul loro territorio.
Esistono in commercio delle repliche A.S.G. costruite in plastica semitrasparente, per evitare pericolosi equivoci ed incidenti, obbligatorie in paesi come il Canada.

### Italia
Le repliche ASG, ai sensi della legge 18 aprile 1975 n. 110, sono classificate come strumenti e come tali non rientrano nella classificazione di "armi" e nemmeno di "oggetti atti ad offendere". Secondo il parere della "Commissione Consultiva per il Controllo delle armi" del Ministero dell'Interno, si considerano non idonee ad arrecare offesa alla persona le "armi softair" che non superano 1 Joule di energia all'uscita della canna.
Se si supera questo limite le ASG si devono considerare "oggetti atti ad offendere" con tutte le relative conseguenze giuridiche.
Normativamente, le A.S.G. che imprimono una energia al pallino non superiore ad 1 joule sono da considerarsi oggetti qualsiasi, esclusi dal novero delle armi o degli strumenti. Le A.S.G. non sono soggette a marchiatura CE per "giocattoli per bambini" in quanto esplicitamente escluse perché riproducenti armi da fuoco.
A seconda della loro potenza, le ASG rientrano in diverse categorie:
- Strumenti sportivi a forma di arma
  - Fino ad 1 J - secondo la legge 110/1975, liberamente commerciabili a maggiori di 16 anni (softair).
  - < 12,7 J e calibro 12,7÷17,27 mm: «destinati al lancio di capsule sferiche marcatrici biodegradabili» (paintball)
- Armi a Modesta Capacità Offensiva (D.M. 9-8-2001 n. 362)
  - Fino a 7,5 J - acquisto consentito esclusivamente a maggiorenni da titolari di licenza di commercio armi comuni da sparo (Art. 31 RD 773/31), obbligo di scrittura privata di cessione ai soli maggiorenni con divieto di affido ai minori.

I proiettili (o pallini) delle armi di limitata capacità offensiva, secondo il regolamento ministeriale adottato dal Ministero dell'Interno con il decreto n. 362 del 2001, non possono superare 1 Joule di energia alla volata, un limite tale da non recare offesa, per quanto sofisticate le caratteristiche balistiche. Le armi superiori a questo limite con un massimo di 7,5 Joule, sono esclusivamente destinate al tiro a segno e non possono essere adoperate nel Softair.
Questo tipo di strumenti deve riportare il segnale rosso di sicurezza sulla volata. Il segnale – soprattutto per questioni di mimetismo dato che il rosso spicca vistosamente sui colori della vegetazione – può essere sostituito o colorato, purché si utilizzi l'arma esclusivamente nei contesti di gioco e non la si mantenga in vista durante il trasporto. L'eliminazione o la cancellazione in qualunque forma del tappo rosso non costituisce di per sé un illecito, ma costituisce un'aggravante se il giocattolo viene usato per commettere azioni criminali.
Il d.lgs. 26 ottobre 2010 n. 204 "(Recepimento direttiva 2008/51/CE, relativa al controllo dell'acquisizione e della detenzione di armi e modifiche alla leggi sulle armi") ha previsto nuove regole per le armi dedicate a tale attività.
In particolare il decreto, in vigore dal 1º luglio 2011 prevede che:
- Tutte le riproduzioni giocattolo delle armi dovranno avere il tappo rosso se la canna è < 3 cm
- le riproduzioni non potranno essere vendute/acquistate da soggetti minori di 14 anni.
- le riproduzioni potranno sparare soltanto pallini dal colore “vivo”, quindi i BB di colore bianco potranno essere utilizzati. Sono proibiti i BB neri, verdi, marroni.
- Ogni giocatore di softair ha l'obbligo del “porto giustificato” durante il trasporto dello “strumento”, per cui senza un buon motivo non sarà possibile portare all'esterno della propria abitazione alcuna riproduzione per il soft-air (dato il cambio di classificazione da "giocattoli" a "strumenti").

Le ASG si possono liberamente utilizzare in un proprio terreno privato o in un cortile privato.
Questa norma non specifica e demanda tutto ad un futuro regolamento da emanare, se sia onere del singolo proprietario o dell'importatore/venditore procurarsi detta certificazione; ad oggi non viene nemmeno specificato se la norma abbia o meno carattere retroattivo e sia quindi applicabile solo alle repliche acquistate successivamente oppure anche a quelle acquistate precedentemente.
Da un punto di vista normativo le armi giocattolo che imprimono un'energia al pallino non superiore a 1 J sono da considerarsi oggetti qualsiasi, esclusi dal novero delle armi (e dai relativi ordinamenti).
Durante il trasporto delle A.S.G. è comunque utile osservare alcune regole atte a prevenire la possibilità che le stesse siano erroneamente scambiate per vere armi da fuoco:
- trasportare l'A.S.G. con l'apposito tappo rosso;
- trasportare l'A.S.G. nella confezione originale o in apposito contenitore.

È inoltre buona norma, per il trasporto:
- scollegare i serbatoi (detti "caricatori") di pallini;
- scollegare, ove presente, la batteria di alimentazione del motore;
- scollegare, ove presente, il serbatoio dei gas compressi;
- rilasciare, ove presente e possibile, la molla in posizione di riposo.

Le A.S.G. non sono giocattoli e non sono soggette alla marcatura CE richiesta per "giocattoli per bambini" in quanto esplicitamente escluse perché riproducenti armi da fuoco, né come "apparati elettrici di limitato voltaggio" in quanto esplicitamente escluse perché operanti in corrente continua e tensione nominale inferiore ai 75 V.
Proprio per questo, un punto a sfavore delle A.S.G., per quel che riguarda la pratica del Soft Air, è proprio la gittata, che risulta essere molto ridotta (20-30 m).
Per ovviare a questa limitazione, alcune ASG sono dotate del già citato apparecchio (Hop-Up), grazie al quale si riesce a incrementare la gittata del proiettile.

### Svizzera
Le imitazioni di armi soft air sono contemplate dalla legge sulle armi quando per il loro aspetto possono essere scambiate per armi vere.
L'ordinanza sulle armi del 2008 statuisce che sono confondibili tutti gli oggetti che a prima vista, risultano simili ad armi da fuoco vere oppure, in altre parole, quelli che i non addetti ai lavori non riconoscano subito come oggetti aventi funzionalità diverse dalle vere armi da fuoco.